# Sara Varga
Sara Varga Madeleine Jonsson, född 14 april 1982 i Stockholm, är en svensk vispopsångare, låtskrivare, DJ, konstnär och författare, verksam under namnet Sara Varga. Hon deltog i Melodifestivalen 2011 och 2017 och har givit ut fyra musikalbum.

## Karriär
År 2007 släppte Sara Varga boken Från groda till prins som hon beskriver som en handbok för män där de kan lära sig hur kvinnor tänker, och 2012 kom hennes andra bok, Min inre röst.
Sommaren 2010 turnerade hon som DJ med duon Rebound, bestående av de två tidigare Idol 2009-deltagarna Rabih Jaber och Eddie Razaz. Under hösten 2010 var Sara Varga hus-DJ i säsong fyra av Raw Comedy Club som sändes i Kanal 5.
År 2011 ställde Sara Varga upp i Melodifestivalen med sin egen låt "Spring för livet”. I deltävlingen den 19 februari i Linköping tog sig låten vidare till Andra chansen. Där mötte hon först Loreens bidrag "My Heart Is Refusing Me". Sara Vargas låt gick vidare och mötte därefter Love Generations låt "Dance Alone". Därifrån tog sig Sara Vargas låt vidare till finalen i Globen där den hamnade på nionde plats. Den 3 april gick "Spring för livet" in som nykomling och direkt till etta på Svensktoppen. Låten låg kvar på den platsen hela våren och sommaren till och med den 31 juli 2011. Hon blev även samma år utsedd till Sveriges näst sexigaste kvinna i tidningen Slitz.
År 2012 gav Sara Varga ut sitt tredje album, Ett år av tystnad, som hon skrev tillsammans med Lars Hägglund. Tillsammans med Hägglund har hon även skrivit musiken till filmen Bäst före som hade premiär i mars år 2013. 2017 deltog hon i Melodifestivalens fjärde deltävling ned låten "Du får inte ändra på mig" som kom på sjunde plats. Under våren 2019 släppte Sara Varga sitt fjärde fullängdsalbum, Jag var ett geni innan jag visste bättre, samt singlarna Aldrig mer och Aldrig mer – Radio Remix. I november 2019 släppte Sara Varga singeln Precis som alla andra.

## Diskografi

### Album
| Titel                                    | Utgivning |
| ---------------------------------------- | --------- |
| Faith, Hope & Love                       | 2008      |
| Spring för livet                         | 2011      |
| Ett år av tystnad                        | 2012      |
| Jag var ett geni innan jag visste bättre | 2019      |

### Singlar
| Titel                 |  |  | Utgivning |  |
| --------------------- |  |  | --------- |  |
| Always Have           |  |  | 2008      |  |
| Du gick               |  |  | 2010      |  |
| Spring för livet      |  |  | 2011      |  |
| Hur gör vi nu         |  |  | 2012      |  |
| Om du ångrar dig      |  |  | 2013      |  |
| Det man inte talar om |  |  | 2015      |  |
| Samma dag som igår    |  |  | 2016      |  |
| Aldrig mer            |  |  | 2019      |  |
| Precis som alla andra |  |  | 2019      |  |

## Filmmusik
- 2013 – Bäst före